# Prato Sesia
Prato Sesia é uma comuna italiana da região do Piemonte, província de Novara, com cerca de 1.936 habitantes. Estende-se por uma área de 12 km², tendo uma densidade populacional de 161 hab/km². Faz fronteira com Boca, Cavallirio, Grignasco, Romagnano Sesia, Serravalle Sesia (VC).

### Demografia
| Variação demográfica do município entre 1861 e 2011                               |
|                                                                                   |
| Fonte: Istituto Nazionale di Statistica (ISTAT) - Elaboração gráfica da Wikipedia |